# NATO-Battlegroup

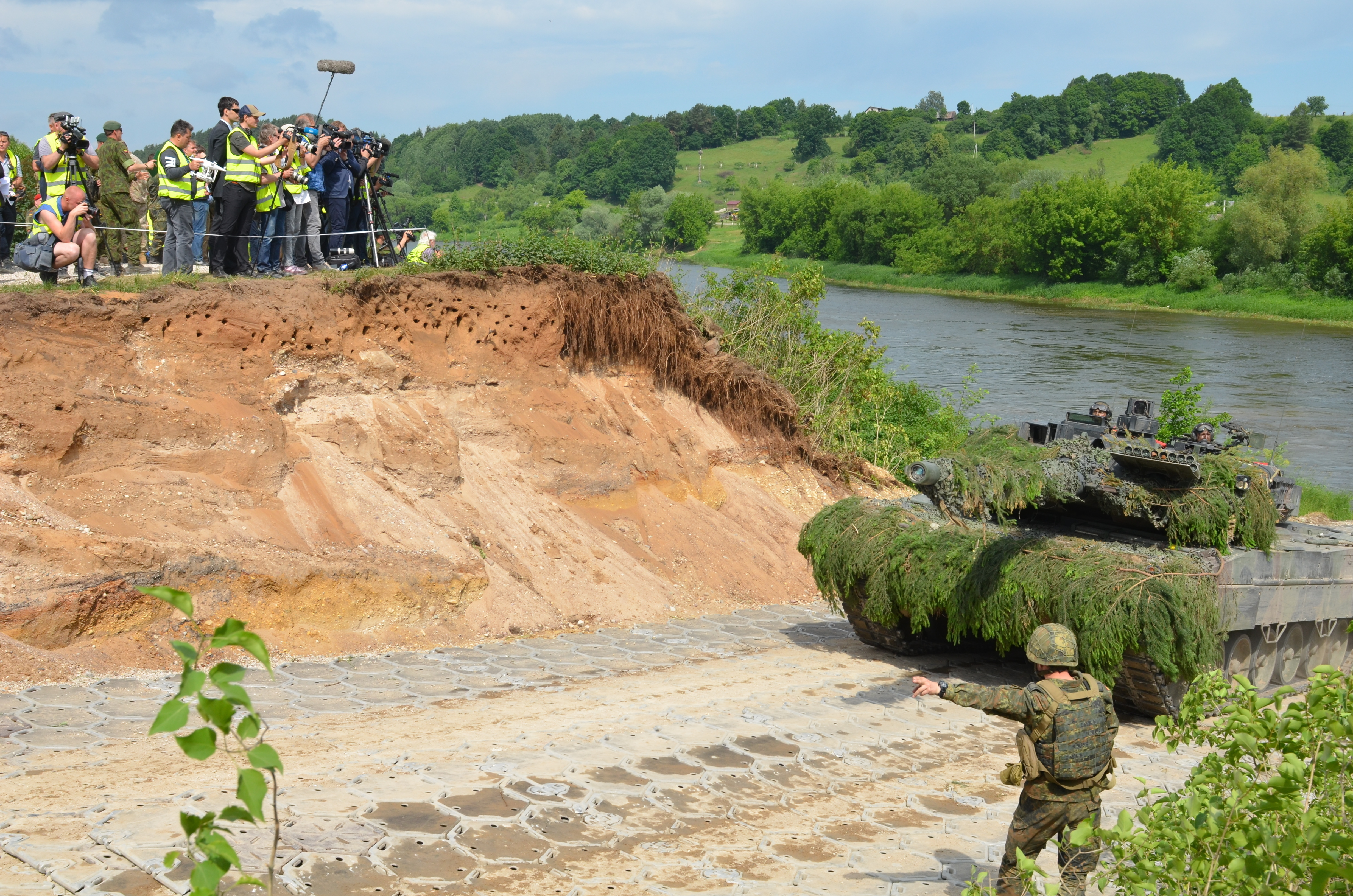
Kampfpanzer Leopard 2 an der litauisch-polnischen Grenze während der Übung Iron Wolf, Teil von Saber Strike 17, im Juni 2017

NATO-Battlegroups oder NATO-Kampfgruppen sind multinationale Kampfverbände der NATO. Die ersten vier Gruppen wurden 2017 aufgestellt und 2022 kamen vier weitere hinzu. Einige wurden in den 2020er Jahren zu Brigaden erweitert.
Sie dienen der Sicherung der Ostflanke der verbündeten Staaten und der Abschreckung gegenüber Russland. NATO-Battlegroups liegen zu Ausbildungs- und Übungszwecken in den NATO-Staaten an der Ostflanke des Bündnisses von der Ostsee bis zum Schwarzen Meer.

## Hintergrund
Bedingt durch die völkerrechtswidrige Annexion der Krim durch Russland sowie den russischen Krieg in der Ukraine seit 2014 initiierte die NATO auf dem Gipfeltreffen in Newport (Wales) am 4. und 5. September 2014 den Readiness Action Plan zum Schutz der NATO-Ostflanke. Sie sollte die Reaktionsschnelligkeit der NATO-Reaktionskräfte (NRF) steigern. NATO-Planer zogen die Möglichkeit in Betracht, dass eine Aggression der Russischen Föderation in Form einer hybriden Kriegsführung, wie gegen die Ukraine, auch gegen kleinere Mitgliedsstaaten, wie etwa Estland mit einer starken russischen Minderheit im Land, möglich ist.

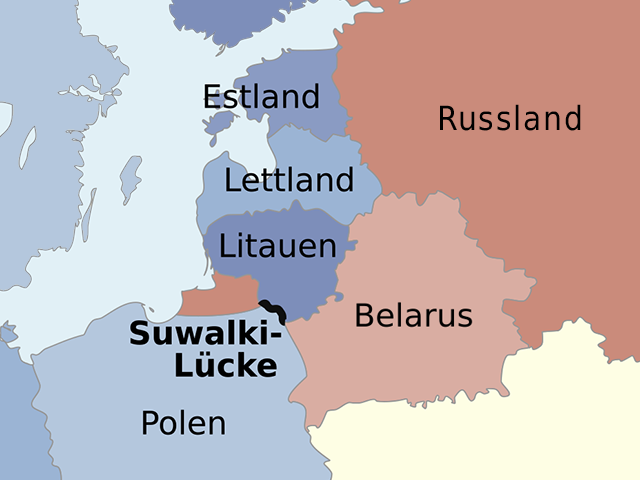
Suwałki-Lücke

Insbesondere die Suwałki-Lücke wurde von Militärstrategen bei einem möglichen schnellen Vormarsch russischer Streitkräfte zum Territorium der Exklave Kaliningrad als eine Schwachstelle gesehen.

## NATO Enhanced Forward Presence (2014 bis 2022)
Die seinerzeit als NATO Enhanced Forward Presence (eFP) (deutsch etwa: Verstärkte Vornepräsenz) bezeichnete Operation war eine Beistandsinitiative der NATO, die am 8. und 9. Juli 2016 auf dem NATO-Gipfeltreffen in Warschau beschlossen wurde.
Sie diente der Sicherung der Ostflanke der verbündeten Staaten und der Abschreckung gegenüber Russland. Vier NATO-Battlegroups wurden zu Ausbildungs- und Übungszwecken in die baltischen Staaten Estland, Lettland und Litauen sowie nach Polen verlegt. Jeweils rund 1000 Soldaten waren dort rotierend stationiert.

### Transatlantic Capability Enhancement and Training-Initiative
Mit der Transatlantic Capability Enhancement and Training-Initiative (TACET) sollte zudem die Verteidigungsfähigkeit der baltischen Staaten verstärkt werden. Dazu sollten die Durchführung der Maßnahmen des ReadinessAction Plan der NATO unterstützt, die Streitkräfte zum Zusammenwirken befähigt, der Fähigkeitsaufwuchs gesteigert und die nationale Widerstandsfähigkeit gefördert werden. Vor Ort befindliche Kräfte der NATO Enhanced Forward Presence beteiligten sich an gemeinsamen Übungen und Ausbildungsmaßnahmen. Großbritannien wurde im Dezember 2015 neben Deutschland und den USA dritte TACET-Nation. Während des NATO-Verteidigungsministertreffens vom 10. bis 11. Februar 2016 verpflichteten sich neben Deutschland, Großbritannien und den USA auch weitere zehn NATO-Mitgliedstaaten zur Unterstützung der TACET-Initiative (Belgien, Dänemark, Frankreich, Italien, Kanada, Luxemburg, Niederlande, Norwegen, Spanien, Tschechien). Hierzu gehört auch der Aufbau von ABC-Abwehreinheiten und die Ausbildung von Pionieren. Das Multinationale Korps Nord-Ost mit Hauptquartier in Stettin übernahm hierbei eine Koordinierungs- und Unterstützungsrolle.

## NATO Enhanced Vigilance Activities / Forward Land Forces (seit 2022)
Als Reaktion auf den russischen Überfall auf die Ukraine 2022 beschlossen die NATO-Mitgliedsstaaten, bei einem außerordentlichen Gipfeltreffen am 24. März 2022 in Brüssel, die NATO Enhanced Vigilance Activities (eVA) (deutsch etwa: Verstärkte Wachsamkeitsaktivitäten) mit vier weiteren NATO-Battlegroups in Bulgarien, Rumänien, Slowakei und Ungarn aufzustellen. Die Truppen der "eVA" werden als Forward Land Forces (FLF) bezeichnet.
Des Weiteren wurden die acht Battlegroups in den Jahren nach 2022 verstärkt und teilweise zu Brigaden aufgewertet. In Finnland soll eine neunte Battlegroup aufgebaut werden. 

## Nordamerikanische Beiträge
Die Vereinigten Staaten unterstützten 2017 im Rahmen einer European Reassurance Initiative (ERI) mit 3,4 Milliarden US-Dollar eine deutliche Verstärkung der Präsenz in Europa, um für „Frieden und Sicherheit in Europa“ zu sorgen. Das richtete sich vor allem an die osteuropäischen und baltischen NATO-Mitgliedstaaten, dass sich die Vereinigten Staaten zu deren „Sicherheit und territoriale Integrität“ verpflichtet.
Die Operation Atlantic Resolve findet im Rahmen dieses Programmes statt.
Auch der zweite nordamerikanische Bündnispartner unterstützt die NATO-Ostflanke in vergleichbarer Art und Weise, Kanada bezeichnet seinen Beitrag als Operation REASSURANCE.

## NATO-Battlegroups in Zentral- und Osteuropa
Die Multinationalen NATO-Battlegroups (MN BG) sind internationale Kampfverbände. Neben den vier ursprünglichen Battle Groups an der Nordostflanke des Bündnisses kamen 2022 vier weitere Verbände im Südosten Europas hinzu. Nach 2023 wurden die Battlegroups größtenteils zu Multinationalen Brigaden (MNB) erweitert.
| Land      | Standort             | Truppenstärke | Führungsnation                             | Aktuelle Teilnehmer                                                                            |
| --------- | -------------------- | ------------- | ------------------------------------------ | ---------------------------------------------------------------------------------------------- |
| Estland   | Tapa                 | 1.373         | Vereinigtes Königreich                     | Dänemark, Frankreich, Island                                                                   |
| Lettland  | Ādaži                | 1.840         | Kanada                                     | Albanien, Tschechien, Italien, Montenegro, Nordmazedonien, Polen, Slowakei, Slowenien, Spanien |
| Litauen   | Rukla                | 1.805         | Deutschland                                | Belgien, Tschechien, Luxemburg, Niederlande, Norwegen                                          |
| Polen     | Orzysz               | 1.033         | Vereinigte Staaten                         | Deutschland, Kroatien, Rumänien, Vereinigtes Königreich                                        |
| Bulgarien | Kabile               | 945           | Italien                                    | Albanien, Griechenland, Nordmazedonien, Türkei, Vereinigte Staaten                             |
| Rumänien  | Cincu                | 1.126         | Frankreich                                 | Niederlande, Nordmazedonien, Polen, Portugal, Vereinigte Staaten                               |
| Slowakei  | Lešť                 | 1.056         | Tschechien (bis 2024)/ Spanien (seit 2024) | Deutschland, Niederlande, Slowakei, Slowenien, Vereinigte Staaten                              |
| Ungarn    | Tata                 | 1.054         | Ungarn                                     | Kroatien, Italien, Montenegro, Türkei, Vereinigte Staaten                                      |
| Finnland  | Rovaniemi, Sodankylä |               | Schweden                                   | Dänemark, Finnland, Island, Frankreich, Norwegen, Vereinigtes Königreich                       |

### NATO-Battlegroup Estonia

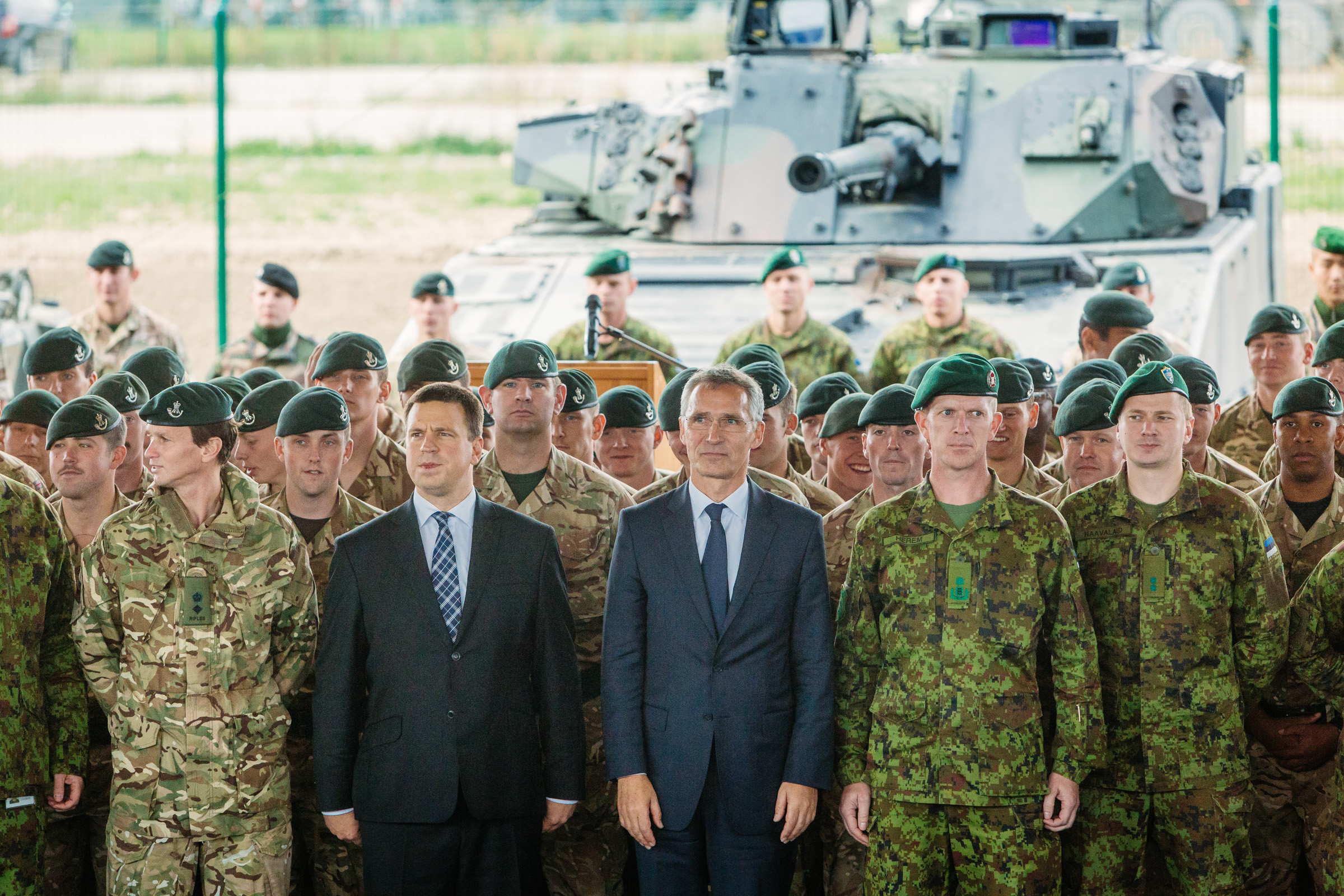
Pressetermin der NATO-Einheiten mit den estnischen Streitkräften im September 2017 in Tapa

Der NATO-Kampfverband in Estland steht unter Führung Großbritanniens mit Hauptquartier in Tapa. Truppenteile rotieren aus Frankreich, Großbritannien und seit 2018 aus Dänemark.
Großbritannien beteiligte sich 2017 mit rund 800 Soldaten bestehend aus dem 5. Bataillon des Infanterieregiments The Rifles mit Warrior-Schützenpanzer und Teilen der 20. Panzergrenadierbrigade (20th Armoured Infantry Brigade) mit Challenger-2-Kampfpanzer. Frankreich war seit April 2017 mit 300 Soldaten, darunter Fremdenlegionäre des 2. Infanterie-Fremdenregiments (2° REI), 13 Schützen-/Spähpanzern vom Typ VBCI und 10 Radpanzern vom Typ VAB beteiligt. Zusätzlich verstärkten vier Leclerc-Kampfpanzer des 501e régiment de chars de combat das französische Kontingent.

### Multinational Brigade Latvia

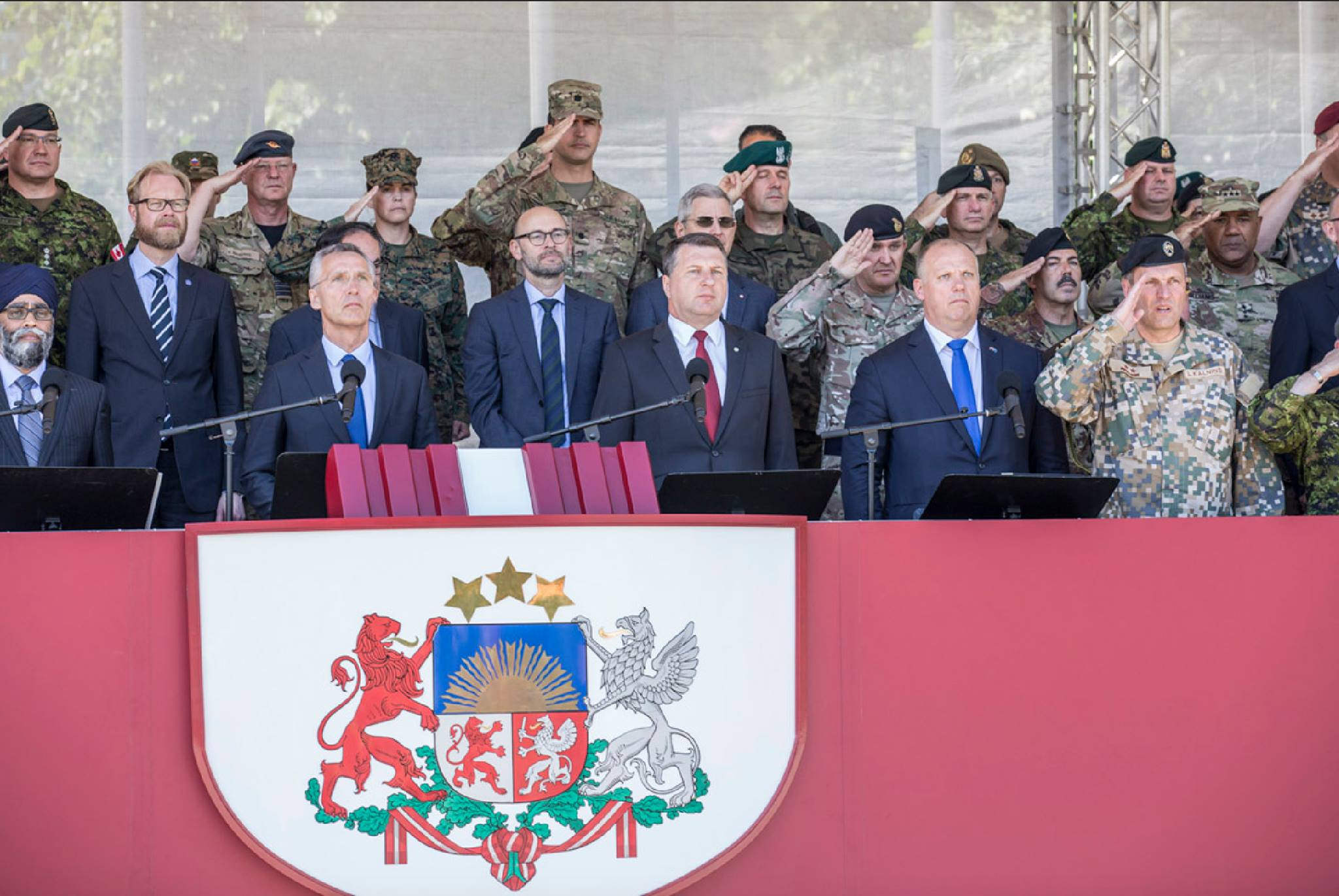
Willkommenszeremonie der NATO-Battlegroup Latvia am 23. Juni 2017 in Ādaži

Der NATO-Kampfverband in Lettland steht unter Führung Kanadas mit Hauptquartier in Ādaži. Er besteht aus rotierenden Truppenteilen aus Albanien, Italien, Kanada, Polen, Slowenien und Spanien.
Die Truppe wurde am 23. Juni 2017 seinerzeit als NATO-Battlegroup Latvia mit einer Militärparade offiziell im Land begrüßt. In den Jahren 2023 bis 2026 wächst das Bataillon-Äquivalent zu einer Brigade auf, bei der nach Kanada die beiden skandinavischen Nachbarn Dänemark im Wechsel mit Schweden die größten Truppensteller sind.

### NATO-Battlegroup Lithuania
Der NATO-Kampfverband in Litauen steht unter Führung Deutschlands mit Hauptquartier in Rukla. Der Aufbau begann Anfang 2017 und hat Truppenteile aus Belgien, Deutschland, Frankreich, Kroatien, Luxemburg, den Niederlanden und Norwegen.
Die erste Rotation ab Januar 2017 hatte eine Sollstärke von 1.200 Mann und entstammte dem Panzergrenadierbataillon 122 aus Oberviechtach in Bayern.
Die zweite Rotation ab August 2017 entstammte dem Panzergrenadierbataillon 371 aus Marienberg mit 14 Schützenpanzern Marder, 8 Kampfpanzern Leopard 2A6 und weiteren Fahrzeugen sowie einer Versorgungskompanie und einem Stabszug.
Die dritte Rotation bildeten ab Februar 2018 350 Soldaten des Jägerbataillons 292 der deutsch-französischen Brigade aus Donaueschingen.
Zum 5. Februar 2025 wurde die eFP-Battlegroup Lithuania in NATO Multinational Battlegroup (MNBG) Lithuania umbenannt.
Am 24. März 2025 übernahm das Heer die Führung der MNBG Lithuania vom Einsatzführungskommando der Bundeswehr.
Am 1. April 2025 wurde sie in die neue Panzerbrigade 45 eingegliedert welche ebenfalls in Litauen stationiert wird.

### NATO-Battlegroup Poland
Der NATO-Kampfverband in Polen steht unter Führung der Vereinigten Staaten mit Hauptquartier in Orzysz. Die Truppenteile rotieren aus Polen, Rumänien und den Vereinigten Staaten.
Mitte Januar 2017 wurde die Ankunft zahlreicher US-Soldaten in Polen gefeiert. Die Vereinigten Staaten verlegten im Rahmen der Operation Atlantic Resolve rund 3.500 Soldaten, 86 Kampfpanzer und 144 Schützenpanzer der 3. US-Panzerbrigade der 4. US-Infanteriedivision an die NATO-Ostflanke und sollen in Polen und den östlichen NATO-Staaten Estland, Lettland, Litauen, Ungarn sowie Rumänien und Bulgarien rotieren.
Das Europäische Oberkommando der Vereinigten Staaten (EUCOM) gab am 19. Februar 2017 bekannt, dass ab Ende März 2017 im Rahmen der NATO Enhanced Forward Presence weitere rund 1000 Soldaten des 2. US-Kavallerieregiments mit mehreren Stryker-Radschützenpanzern nach Orzysz verlegt werden. Unterstützt durch rund 350 Soldaten aus Großbritannien und Rumänien und zur Unterstützung der Verteidigung der polnischen 15. Lötzener Mechanisierten Brigade im Rahmen der Abschreckung gegenüber Russland.

### NATO-Battlegroup Slovakia
Der NATO-Kampfverband in der Slowakei war ab 2022 zunächst die Multinational Battlegroup Slovakia unter tschechischer Führung. Nachdem Spanien 2024 neue Rahmennation geworden war, begann die Vergrößerung hin zu einer Brigade. Der Hauptstandort befindet sich in Lešť. Die Brigade besteht aus rotierenden Truppen aus Spanien, Portugal, Rumänien, Slowenien, der Slowakei, Tschechien und Ungarn.

### NATO-Battlegroup Hungary
Der NATO-Kampfverband in Ungarn ist die Multinational Battlegroup Hungary (MN BG HUN), die auch unter der Führung des gastbegebenden Staats steht. Die Battlegroup war eine der vier, die 2022 nach Beginn der russischen Vollinvasion der Ukraine, aufgestellt wurde. Sie entstand ab März 2022 aus einer bereits im Januar 2022 aufgestellten rein ungarischem Bataillons-Battlegroup am Standort Tata. Ihre ursprünglichen Truppensteller waren neben Ungarn, Italien, Kroatien, Montenegro, die Türkei und die USA. Sie erlangte im September 2022 ihre Einsatzbereitschaft.
Analog der übrigen Battlegroups wurde sie bereits wenige Jahre nach ihrer Aufstellung zur Multinational Brigade Hungary (MNB HUN) aufgewertet. Hierzu wurde ab 2024 am Standort Veszprém die erforderliche Infrastruktur neu gebaut.

### NATO-Battlegroup Romania
Der NATO-Kampfverband in Rumänien ist die Multinational Battlegroup Romania (MN BG ROU), die unter der Führung Frankreichs steht. Weitere Truppensteller sind Belgien, Luxemburg, die Niederlande, Nord-Mazedonien, Polen, Portugal, Spanien und die USA. Sie wurde am 1. Mai 2022 an ihrem Standort in Cincu in der Mitte des Landes aufgestellt.
Den Kern der Truppe bildeten zunächst rotierende französische Bataillone. Polen und Portugal waren von Beginn an weitere Truppensteller.
Darüber hinaus beteiligten sich von Beginn an alternierend Belgien und die Niederlande. Im Rahmen der belgischen Kontingente beteiligt sich auch Luxemburg.
Bereits mehrere Jahre vor Aufstellung der Battlegroup hatten die USA im Süden des Landes ein Aegis-Ashore System installiert, das ursprünglich zur Abwehr ballistischer Raketen des Iran geplant war. Frankreich als Rahmennation stationierte zusätzlich an der Schwarzmeer-Küste eine SAMP/T-(MAMBA-)Einheit in Capu Midia. Seit 2024 haben die Niederlande am Flugp.latz Câmpia Turzii auch MQ-9-Drohnen stationiert.
Im weiteren Verlauf des Jahres 2022 sagte Nord-Mazedonien seine Unterstützung zu und ab 2024 verstärkte eine mechanisierte taktische Untergruppe der spanischen Marineinfantrie die MN BG ROU.

### NATO-Battlegroup Bulgaria
Der NATO-Kampfverband in Bulgarien ist die Multinational Battlegroup Bulgaria (MN BG BG), die unter der Führung Italiens steht. Weitere Truppensteller sind Portugal und die USA. Neben Bulgarien sind Albanien, Griechenland, Montenegro, Nordmazedonien und die USA weitere Truppensteller. Der Umfang der Truppe bestand zunächst aus 1000 Männern und Frauen.
Die volle Einsatzbereitschaft wurde im Dezember 2022 erlangt.

### Forward Land Forces Finland
Nach dem NATO-Beitritt Finnlands mit seiner langen Landgrenze zu Russland, beschloss das Bündnis die Aufstellung eines neunten internationn Heeresverbandes. Schweden, als größtes skandinavisches Land erklärte sich bereit, als Rahmennation zu fungieren. Die weiteren Truppensteller, neben Dänemark, Island, Frankreich, Norwegen und dem Vereinigten Königreich auch das Stationierungsland Finnland selbst, wurden anlässlich des NATO-Gipfels in Den Haag 2025 bekannt gegeben. Neben den FLF Finnland wird in Finnland zusätzlich auch ein neues Korps-Hauptquartier, Nato Multi-Corps Land Component Command (MCLCC), aufgebaut. Es wird am Standort des Hauptquartiers der Landstreitkräfte in Mikkeli etabliert.